# Government governance
Government governance (ook wel aangeduid als public governance) is de Engelse term voor bestuur (governance) door de overheid. Het is daarmee de publieke tegenhanger van corporate governance, bestuur in de private sector.

## Afbakening
Onder government governance wordt verstaan het sturen en beheersen van overheidsorganisaties en door de overheid in het leven geroepen organisaties, de verantwoording die daarover wordt afgelegd en het toezicht dat daarop wordt uitgeoefend ten behoeve van de belanghebbenden. Het begrip ziet in de eerste plaats op de bedrijfsvoering van die organisaties en komt voort uit de noodzaak om verantwoording af te leggen, c.q. toezicht te houden over de uitvoering van publiek (met belastinggeld) gefinancierde (overheids)taken. Het is daarmee onderdeel van het bredere begrip goed openbaar bestuur, dat niet alleen ziet op een (doelmatige en doeltreffende) bedrijfsvoering, maar ook op rechtmatigheid en het hanteren van algemene beginselen van behoorlijk bestuur, en op democratische principes als het nemen van maatregelen op basis van overleg en draagvlak, openheid en transparantie.
In de volgende tabel worden de begrippen government governance en corporate governance vergeleken.
| Belangrijke verschillen tussen government governance en corporate governance | Belangrijke verschillen tussen government governance en corporate governance                                                      | Belangrijke verschillen tussen government governance en corporate governance |
| ---------------------------------------------------------------------------- | --- | ---------------------------------------------------------------------------- |
|                                                                              | Government governance | Corporate governance                                                         |
| allocatie van goederen en diensten                                           | politieke besluitvorming | markt                                                                        |
| doelstellingen                                                               | maatschappelijk | - winstmaximalisatie - waarde onderneming - continuïteit                     |
| aard doelstellingen                                                          | niet altijd tastbaar; kwalitatief; veranderlijk                                                                                   | helder; kwantitatief; vast                                                   |
| randvoorwaarden                                                              | - rechtmatigheid - efficiency - effectiviteit - tijdigheid - integriteit - doorzichtigheid - uitvoerbaarheid - controleerbaarheid | maatschappelijke factoren                                                    |
| gerichtheid toezicht                                                         | voorschriften, structuren, processen gericht op het operationaliseren van doelstellingen                                          | doelstellingen                                                               |
| gerichtheid bestuurders                                                      | ‘plan and do’ | ‘check and action’                                                           |

## Ontwikkeling in Nederland
Naast de aandacht van het ministerie van Financiën voor government governance in het kader van haar aandacht voor de doelmatigheid en doeltreffendheid van de overheidsfinanciën publiceert de Algemene Rekenkamer regelmatig rapporten waarin het onderwerp aan de orde komt. Een gevolg van de toegenomen aandacht voor het onderwerp is dat ook steeds meer gebruik wordt gemaakt van specifieke regelgeving voor bepaalde sectoren, zoals bijvoorbeeld:
- De code 'Goed bestuur in de bve (beroepsonderwijs en volwasseneneducatie)-sector' [3]
- De Zorgbrede Governancecode[4]
- De Utrechtse Voorwaarden voor goed bestuur[5]